# Magnus von Eberhardt
Friedrich Wilhelm Magnus von Eberhardt (Berlino, 6 dicembre 1855 – Berlino, 24 gennaio 1939) è stato un generale tedesco, distintosi nel corso della prima guerra mondiale. Allo scoppio delle ostilità ricopriva l'incarico di governatore militare della Bassa Alsazia con sede a Strasburgo, partecipando alla battaglia delle Frontiere. Fu poi comandante del Gruppe "Eberhardt", del XV. Reserve-Korps, del X. Reserve-Korps, della 6. Armee e della 1. Armee. Decorato con l'Ordine Pour le Mérite con fronde di quercia.

## Biografia

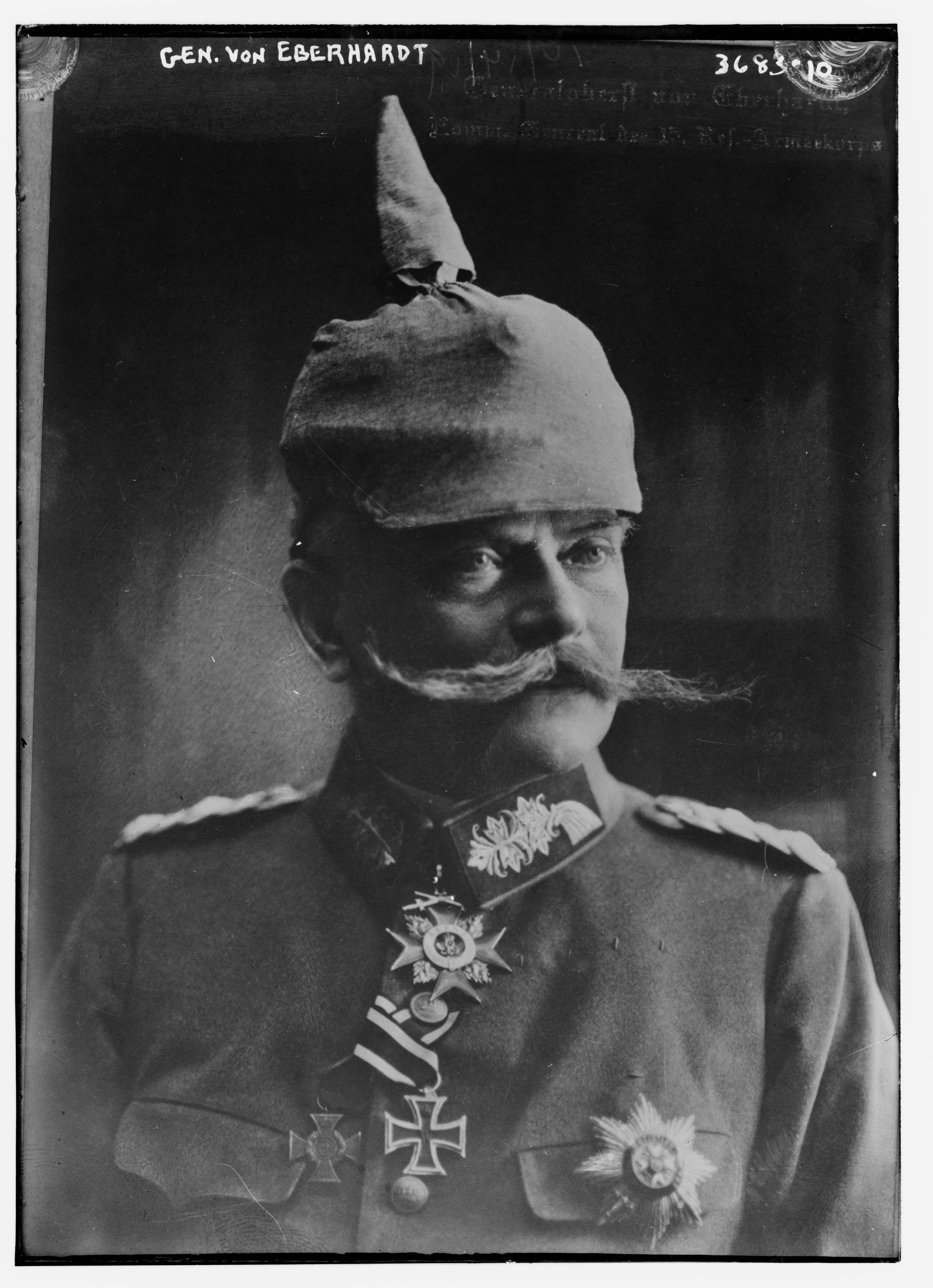
Il generale Magnus von Eberhardt che indossa il Pickelhaube coperto da un telo mimetico.

Nacque a Berlino il 6 dicembre 1855, figlio  di Heinrich, di professione militare di carriera, e di sua moglie Clara Henriette von Reuß (1829–1911).
Si arruolò nell'esercito il 23 aprile 1874 entrando nel corpo dei cadetti, e una volta promosso sottotenente fu assegnato allo Anhaltische Infanterie-Regiment Nr. 93 dell'esercito prussiano di stanza a Zerbst. Qui prestò servizio dapprima come comandante di compagnia e, dal 1º novembre 1875, come aiutante di campo del battaglione. Tra il 12 settembre 1878 e il 20 luglio 1881 frequentò i corsi della Kriegsakademie di Berlino, ottenendo la qualifica di ufficiale di stato maggiore. Il 20 luglio 1882 fu trasferito al 3. Garde-Regiment zu Fuß di Berlino, e il 29 agosto 1883 fu promosso tenente.
Il 25 gennaio 1887 fu nominato aiutante maggiore della 4. Garde-Infanterie-Brigade a Berlino, e il 22 marzo 1889 fu promosso capitano. Il 22 maggio 1889, passò in servizio al 3. Garde-Regiment zu Fuß come comandante di compagnia. Dal 17 giugno 1890 al 7 ottobre 1891 prestò servizio presso lo Großen Generalstabs a Berlino.
L'8 ottobre 1891 fu nominato Capo di stato maggiore della 8ª Divisione di Erfurt.  Il 1º febbraio 1894 fu assegnato al Ministero della guerra, dove prestò servizio fino al 20 aprile 1898.  Durante questo periodo fu promosso maggiore il 18 ottobre 1894. Successivamente fu nominato, il 21 aprile 1898, comandante di battaglione del Grenadier-Regiment "Prinz Carl von Preußen" (2. Brandenburgisches) Nr. 12 a Francoforte sull'Oder. Il 26 settembre 1900 riprese servizio presso il Großen Generalstabs a Berlino, in qualità di come capo sezione e fu promosso tenente colonnello il 18 aprile 1901. Il 24 febbraio 1903 assunse l'incarico di Capo di stato maggiore del X. Armee-Korps ad Hannover, venendo promosso colonnello il 18 aprile 1903. Tra il 31 maggio 1904 al 4 aprile 1907 fu comandante del Garde-Füsilier-Regiment, e poi fu Capo di stato maggiore del Gardekorps di Berlino.
L'11 settembre 1907 fu promosso generalmajor, e il 5 gennaio 1911 assunse il comando della 19ª Divisione ad Hannover e poco dopo, il 27 gennaio 1911, fu promosso Generalleutnant. Il 22 marzo 1913 fu nominato governatore militare della Bassa Alsazia con sede a Strasburgo.

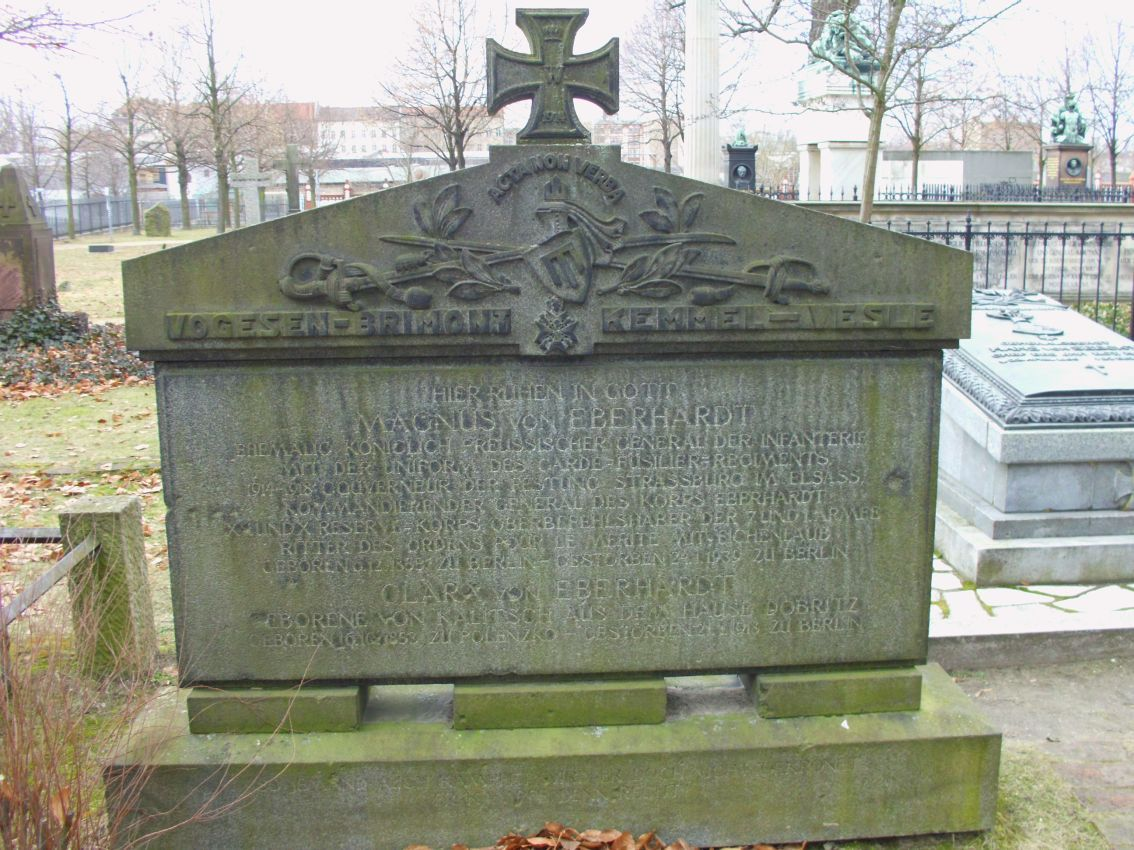
Tomba di Magnus e Clara von Eberhardt presso il cimitero dell'Invalidenfriedhof a Berlino (foto del 2013).

Allo scoppio della prima guerra mondiale, in qualità di governatore militare di Strasburgo, ricevette il comando supremo della parte settentrionale dell'Alta Alsazia e fu promosso a General der Infanterie il 18 agosto 1914.  In quanto tale aveva alle sue dipendenze la 30. Reserve-Division, la Königlich Bayerische Ersatz-Division e diverse brigate della Landwehr, che costituivano la riserva d'armata.  Al comando di queste unità prese parte, insieme a quelle della 7. Armee, alla battaglia di Nancy-Épinal. 
Il 1º settembre 1914 le truppe al suo comando vennero raggruppate nel Gruppe "Eberhardt"  e qualche tempo dopo assegnate alla Armeeabteilung A al comando del generale Ludwig von Falkenhausen vennero schierate nel settore dei Vosgi. 
Il 1° dicembre 1914 il suo Gruppe venne trasformato nel XV. Reserve-Korps che respinse l'avanzata francese su Colmar e ricacciò le truppe nemiche nel territorio francese ad eccezione dell'area di Thann-Altkirch.  Quando il corpo d'armata fu convertito in un'unità bavarese il 26 settembre 1916, rinunciò al comando per assumere quello del X. Reserve-Korps che mantenne fino al 15 giugno 1918.  Durante questo periodo fu insignito dell'Ordine Pour le Mérite nel maggio 1917, aggiungendovi le foglie di quercia nell'aprile 1918, dopo che il suo corpo d'armata si era distinto nella sanguinosa conquista della collina di Kemmelberg nelle Fiandre occidentali. Il 6 agosto 1918 succedette al generalobersten Max von Boehn al comando della 6. Armee, che si trovava posizionata a sud-ovest di Laon sulla Linea Hindenburg.  Mantenne l'incarico sino alla fine dell'ottobre 1918, quando fu sostituito a sua volta da Boehn.  L'8 novembre 1918, poco prima della firma dell'armistizio di Compiègne, assunse il comando della 1. Armee sostituendo il generale Otto von Below e di cui supervisionò la smobilitazione.  Il 1º dicembre 1918 fu messo a disposizione.
Nel 1919 partecipò alla difesa della Prussia Orientale come comandante delle forze di difesa terrestri del Kulmerland, regione di frontiera della Prussia Orientale rivendicata dalla Polonia dopo avere ottenuto l'indipendenza nel novembre 1918.  Dopo aver ottenuto alcuni successi, nella primavera del 1919 le truppe tedesche vennero obbligate a ritirarsi dietro il fiume Wkra abbandonando il territorio e la città di Działdowo.  Ritiratosi a vita privata a Berlino, colà si spense il 24 gennaio 1939 all'età di 83 anni, e la sua salma fu seppellita presso il cimitero dell'Invalidenfriedhof ove si trova tuttora.

## Pubblicazioni
- Aus Preussens schwerer Zeit. Briefe und Aufzeichnungen meines Urgrossvaters und Grossvaters, Verlag R. Eisenschmidt, Berlin, 1907.
- Bestimmungen über die Beantragung und Verleihung des Eisernen Kreuzes 1. u. 2. Klasse, M. DuMont Schauberg, Straßburg, 1916.
- Offizier-Stammliste des Garde-Füsilier-Regiments von 1826 bis 1918 nebst Liste d. Offiziere d. Beurlaubtenstandes (Reserve- u. Garde-Füsilier-Landwehr-Regiement) sowie d. Sanitätsoffiziere u. Zahlmeister, Klasing & Co., Berlin, 1922.
- Kriegserinnerungen, Verlag J. Neumann, Neudamm, 1938.

### Annotazioni
1. ↑  Anche i suoi fratelli Gaspard (1858–1928)  e Walter (1862–1944) intrapresero la carriera militare raggiungendo il grado di Generalleutnant.

### Fonti
1. 1 2 3 4 5 6 7 8 9 10 11 12 13 14 15 16 17 18 19 20 21 22  Prussianmachine.
2. 1 2 3 4 5 6 7 8 9 10 11  Bundesarchiv.
3. 1 2 3 4 5 6  Oocites.
4. ↑  Cron 2002, p. 88.
5. ↑  Stahlgewitter.
6. 1 2 3 4 5 6 7 8 9 10 11 12 13 14 15 16 17  Kriegsministerium 1914, p. 134.